# Surcot

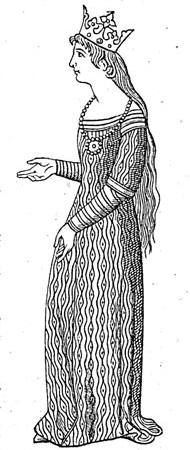
Eine Dame des Mittelalters trägt einen Surcot

Der Surcot (auch Sorket, Sorkeit, mittelhochdeutsch Sûrcôt vom französischen surcot, Sorcos, Sorquaine, Sobrecot, Cotte hardie ['kɔt aʀ'diː]) war im Mittelalter eine Ärmeltunika, die beide Geschlechter und alle Stände trugen. Der Name stammt daher, dass sie über der Cotte getragen wurde. Ein ärmelloser Surcot wurde auch Suckenie genannt.
Im 12. Jahrhundert war der Surcot für den Mann lang, das Knie überschreitend, vorn etwas aufgeschlitzt und wurde fast immer gegürtet. Im 13. Jahrhundert bekam der Surcot oft eine Kapuze und entwickelte sich im 14. und 15. Jahrhundert zu einem engen, an der Brust gepolsterten vorn zugeknöpften Kleid, das den halben Schenkel selten überschritt.
Für die Frau war der Surcot im 10. und 11. Jahrhundert ein Leinenunterkleid, eine Art Überhemd, wurde aber auch gegürtet als zweiter Rock unter dem Mantel getragen. Im 13. Jahrhundert wurde der Surcot zum wirklichen Kleid mit eng an der Hand abschließenden Ärmeln, einer Schleppe und mit oder ohne Gürtung (siehe Abbildung). Im 14. und 15. Jahrhundert sank der Surcot dann wieder zu einem Unterkleid herab, das unter den gehobenen Faltenmassen sichtbar wurde und später Korsett hieß.
War der Surcot mit Pelz ausgestattet, guckte das Fell, wie es die Limburger Chronik beschreibt, an den Seitenschlitzen hervor. Die Dame des Romanciers Ulrich von Liechtenstein (* um 1200–1275) trug ihre Suckenie aus Scharlach mit Hermelin gefüttert.